# Cinco pontos do calvinismo
Os Cinco Pontos do Calvinismo, (conhecidos pelo acróstico TULIP, referente às iniciais dos pontos em inglês) são uma síntese feita no século XX para interpretar os cânones teológicos definidos no Sínodo de Dordrecht, no âmbito da disputa entre calvinistas e arminianos acerca da Predestinação. Eles refletem a soteriologia típica do movimento calvinista, interpretando a natureza da graça de Deus na salvação da criatura humana. Seu eixo é a afirmação de que somente Deus é perfeitamente capaz de salvar homem por meio de sua Graça e que os esforços do homem não são capazes de diminuir a força do chamado ao arrependimento de pecado. Também é uma afirmação do calvinismo que nenhuma obra do homem pode atrapalhar o objetivo de Deus o salvar.

## História dos cinco pontos

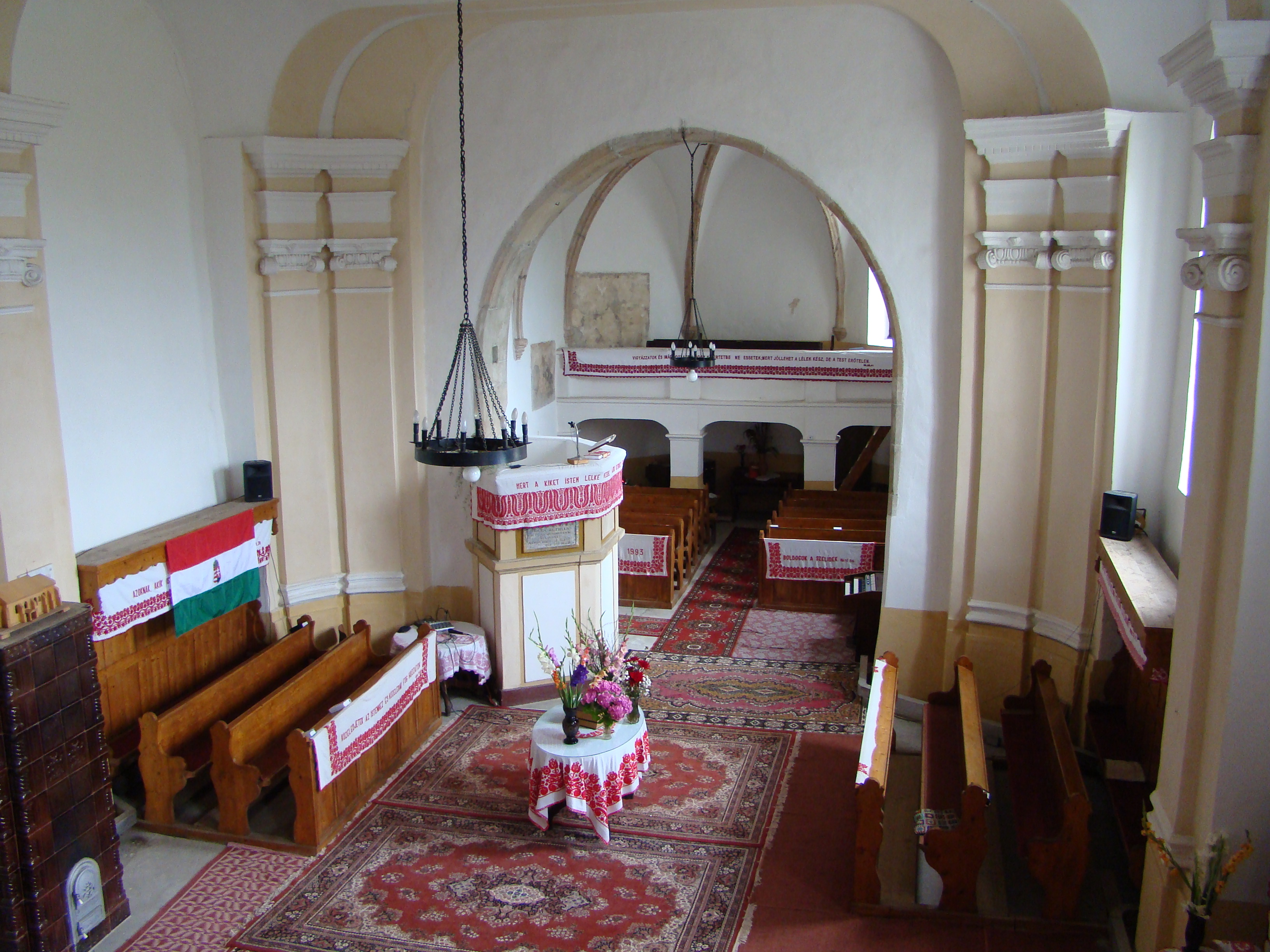
Igreja Reformada na Romênia.

Apesar do argumento de que os cinco pontos resumem os Cânones de Dort; não há relação histórica entre eles. As origens dos cinco pontos e do acróstico são incertas. O acróstico foi usado por Cleland Boyd McAfee já por volta de 1905. A primeira aparição impressa do acróstico pode ser encontrada em um livro de Loraine Boettner de 1932. Somente na década de 1960 que os cinco pontos foram popularizados em um livreto de 1963 de David N. Steele e Curtis C. Thomas.
O conteúdo doutrinário dos cinco pontos do calvinismo, ao contrário da nomenclatura, não foi feito por Calvino, e sim a partir de uma contra-argumentação ao protesto que os seguidores de Jacobus Arminius (um professor de seminário holandês) apresentaram ao “Estado da Holanda” em Julho de 1610, um ano após a morte de seu líder.
O protesto consistia de “Cinco Artigos da Remonstrância”, baseados nos ensinos de Armínio, e ficou conhecido na história como a “Remonstrance”, ou seja, “O Protesto”. O partido arminiano insistia que as confissões oficiais de doutrina das Igrejas da Holanda (Confissão Belga e Catecismo de Heidelberg) fossem mudados para se conformar com os pontos de vista doutrinários contidos no Protesto.
As doutrinas às quais os arminianos fizeram objeção eram as relacionadas com a soberania divina, a inabilidade humana, a eleição incondicional ou predestinação, a redenção particular (ou expiação limitada), a graça irresistível (chamada eficaz) e a perseverança dos santos. Essas são doutrinas ensinadas nesses símbolos da Igreja Holandesa, e os arminianos queriam que elas fossem revistas.
Esses Cinco Pontos são:
| Em Inglês                      | Tradução Livre          |
| ------------------------------ | ----------------------- |
| T - Total Depravity            | Depravação Total        |
| U - Unconditional Election     | Eleição Incondicional   |
| L - Limited Atonement          | Expiação Limitada       |
| I - Irresistible Grace         | Graça Irresistível      |
| P - Perseverance of the Saints | Perseverança dos Santos |

O acrônimo TULIP em inglês coincide com a palavra "tulipa", e, por este motivo, frequentemente a flor referida é utilizada como símbolo do Calvinismo.

## Depravação total
Também chamada de "depravação radical", "corrupção total" e "incapacidade total". Indica que toda criatura humana desde a queda de Adão, é caracterizada pelo pecado, que a corrompe e contamina, incluindo a mente e todas as áreas de sua vida. Por isso, afirma-se que ninguém é capaz de realizar o que é verdadeiramente bom aos olhos de Deus. Em contrapartida, o ser humano é escravo do pecado, por natureza hostil e rebelde para com Deus, espiritualmente cego para a verdade, incapaz de salvar a si mesmo ou até mesmo de se preparar para a salvação. Somente com a intervenção direta de Deus pode mudar esta situação, onde é o próprio Deus quem inicia o processo de Regeneração e Salvação do homem.

## Eleição incondicional
Eleição significa "escolha". É a escolha soberana feita por Deus desde a eternidade, daqueles a quem ele concedeu a graça da salvação. Esta escolha não se baseia em nenhum mérito moral ou individual, ou mesmo na fé das pessoas que Ele escolhe, mas sim em Sua decisão que é soberana, incondicional, irrevogável e insondável. Isso não significa que a mesma salvação final é incondicional, mas que a condição em que assenta (fé) é concedida também pela graça de Deus, como seu presente para aqueles a quem Ele escolheu incondicionalmente.

## Expiação limitada
Também chamada de "expiação particular", "redenção particular" ou "redenção definida", significa a doutrina segundo a qual a obra redentora de Cristo foi apenas visando a salvação daqueles que têm sido alvo da graça da salvação que foram determinados por Deus antes mesmo da fundação do mundo. A eficácia salvífica do Cristo redentor, então, não é "universal" ou "potencialmente eficaz" para quem iria recebê-lo, mas especificamente designada para consolidar a salvação daqueles a quem Deus Pai escolheu desde antes da fundação do mundo. Os adeptos da expiação limitada não acreditam que a expiação é limitada em seu valor ou poder (se Deus o Pai quisesse, teria salvo todos os seres humanos sem excepção), mas sim que a expiação é limitada na medida em que foi destinada para alguns e não para todos.

## Graça irresistível
Também conhecida como "graça eficaz" e "vocação eficaz", esta doutrina ensina que a influência salvífica do Espírito Santo de Deus é irresistível, superando toda e qualquer resistência humana. Quando então, Deus soberanamente visa salvar alguém, o indivíduo não tem como resistir a essa graça, visto que é algo gloriosamente bom e que o homem não pode por suas próprias capacidades manchadas pelo pecado resistir a Deus e sua soberana vontade.

## Perseverança dos santos
Também conhecida como "preservação dos santos" ou "segurança eterna", este quinto ponto sugere que aqueles a quem Deus chamou para a salvação, e depois, à comunhão eterna com Ele (" santos ", segundo a Bíblia) não podem cair em desgraça e perder sua salvação. Mesmo que, em suas vidas, o pecado os leve a renunciar à sua profissão de fé, eles (como autênticos eleitos), mais cedo ou mais tarde, retornarão à comunhão com Deus. Essa doutrina é baseada na doutrina de que  a salvação é obra de Deus do começo ao fim, que Deus é fiel às suas promessas, e que nada nem ninguém pode impedir Seus propósitos soberanos. Este conceito é bem diferente do conceito usado em algumas igrejas evangélicas, de "uma vez salvos - salvos para sempre", apesar da apostasia, a falta de arrependimento ou a permanência no pecado, desde que eles tenham realmente aceito Cristo no passado. Nesse entendimento da doutrina da perseverança dos santos, se uma pessoa cai em apostasia ou não mostra mais sinais de arrependimento genuíno, isso é uma prova cabal de que essa pessoa nunca foi realmente salvo, e, em decorrência disso, que não faz parte do número dos eleitos.